# Eggstätt
Eggstätt település Németországban, azon belül Bajorországban. Lakosainak száma 2941 fő (2023. december 31.). Eggstätt Gstadt am Chiemsee, Breitbrunn am Chiemsee, Bad Endorf, Höslwang, Seeon-Seebruck és Pittenhart községekkel határos.

## Népesség
A település népessége az elmúlt években az alábbi módon változott:
| Lakosok száma | 612  | 1422 | 1604 | 1889 | 2808 | 2854 | 2895 | 2935 | 2952 | 2941 |
|               | 1875 | 1950 | 1975 | 1987 | 2012 | 2014 | 2016 | 2017 | 2021 | 2023 |